# پروین بختیارنژاد
پروین بختیارنژاد، (زاده ۱۳۴۱ – درگذشته ۱۷ مهر ۱۳۹۷) روزنامه‌نگار، کنشگر حقوق زنان و جامعه مدنی و عضو شورای فعالان ملی- مذهبی بود.

## زندگی‌نامه
پروین بختیارنژاد در سال ۱۳۴۱ متولد شد. وی در سال ۱۳۶۳ با رضا علیجانی فعال ملی مذهبی ازدواج کرد. ثمره این ازدواج دو فرزند است که هم‌اکنون با پدرشان در فرانسه زندگی می‌کنند.
پروین بختیارنژاد در سال ۱۳۶۵، به همراه فرزند یک ساله خود مدتی به خاطر عضویت در «گروه موحدین»، از تشکیلات منتقد حکومت، زندانی شد. همسر وی نیز علاوه بر تحمل سال‌ها زندان تا اواخر دهه ۱۳۶۰، در دهه‌های بعد نیز در مقاطعی زندانی شد.
وی فعالیت مطبوعاتی را از سال ۱۳۷۴ در ماهنامه ایران فردا به مدیرمسئولی عزت‌الله سحابی آغاز کرد و پس از آن مقالات خود را در روزنامه‌هایی منتقد ایران چون اعتماد، خرداد، آفتاب امروز، یاس نو، نوروز، شرق و اعتماد، و مجله جامعه نو منتشر کرد. او بعد از تعطیلی روزنامه‌ها، در سایت‌های روز، گویا، مدرسه فمینیستی، جرس و ملی-مذهبی مقالاتی منتشر کرد.
یک سال بعد از انتخابات ۱۳۸۸ و برخوردهای گسترده امنیتی و قضایی با معترضان به انتخابات به همراه خانواده خود به فرانسه مهاجرت کرده بود، در خرداد ۱۳۹۶ به ایران بازگشت. وی بعد از بازگشت به کشور، به دفعات احضار شد و تحت بازجویی مأموران امنیتی ایران قرار گرفت.
رضا علیجانی دربارهٔ بازگشت همسرش به ایران نوشت: «چند سال آخری که همچنان پا برخاک میهن می‌گذاشت دربارهٔ خودسوزی زنان و قتل‌های ناموسی و آسیب‌شناسی کارهایی مدنی در ایران پژوهش می‌کرد و می‌نوشت.»

## درگذشت
بختیارنژاد سه شنبه ۱۷ مهر ۱۳۹۷، بر اثر احساس ناراحتی در ناحیه سینه به بیمارستان قلب شهید رجایی تهران انتقال یافت و در شامگاه همان روز در سن ۵۶ سالگی بر اثر ایست قلبی درگذشت. علت مرگ وی، که سابقه بیماری شدید قلبی داشت، آمبولی ریه (وجود لخته خون در سرخرگ‌های ریوی که دو عمل جراحی در خارج از کشور انجام داد) تشخیص داده شد.

## تالیفات
بختیارنژاد علاوه بر انتشار مقالات متعدد، سه کتاب منتشر کرد:
- «فاجعه خاموش، قتل‌های ناموسی» که حاصل یک سال تحقیق و سیر و سفر مؤلف در شهرهای ایران و گفت و گوهای او با متخصصان جامعه‌شناسی، روان‌شناسی، اسلام‌شناسی، روزنامه‌نگاران، مقام‌های محلی و خانوادهٔ برخی از قربانیان قتل‌های ناموسی است.[۱] این کتاب در سال ۱۳۸۹ و پس از آن‌که ۹ ماه در وزارت ارشاد برای سانسور منتظر ماند، مجوز انتشار نگرفت. بختیارنژاد در همان سال این کتاب را در سایت مدرسهٔ فمینیستی منتشر کرد. «فاجعه خاموش، قتل‌های ناموسی» سرانجام در سال ۱۳۹۲ توسط انتشارات «آرش» در استکهلم به چاپ رسید.
- «زنان خودسوخته» که گزارشی از خودسوزی زنان در ایران است را در سال ۱۳۸۷ منتشر کرد.
- «موانع درون‌ساختاری ان‌جی‌اوها در ایران»